# Futurology (canção)
"Futurology" é uma canção da banda britânica de rock Manic Street Preachers, faixa-título do álbum Futurology (2014). Escrita pelo baixista Nicky Wire com arranjos do vocalista James Dean Bradfield e do baterista Sean Moore, foi gravada com a participação de Cian Ciaran, tecladista do Super Furry Animals.
A música foi gravada em 2013 no Hansa Studios em Berlim e, segundo o grupo, trata sobre a fé de um futuro positivo para a humanidade. "Futurology" é uma das canções mais otimistas do Manic Street Preachers e conta com um dueto de James e Nicky. Além da canção single, o registro acompanhou duas músicas inéditas que não fazem parte do disco: "Antisocialmanifesto" e "Kodawari".

## Faixas
| N.º | Título                | Duração |  |
| 1.  | "Futurology"          | 3:05    |  |
| 2.  | "Antisocialmanifesto" | 3:01    |  |
| 3.  | "Kodawari"            | 3:19    |  |
| 4.  | "Futurology"          | 4:15    |  |

## Ficha técnica
- James Dean Bradfield - vocais, guitarras
- Sean Moore - bateria, percussão
- Nicky Wire - baixo